# Eden (Hooverphonic)
Eden è il quarto effettivo, ed ultimo singolo estratto dell'album Blue Wonder Power Milk della band Hooverphonic.

## Tracce

### CD Singolo
1. Eden (Single Version)
2. Tuna

### CD Maxi Singolo
1. Eden (Single Version)
2. Eden (Cobble Stone Garden Mix)
3. Eden (Another Bad Dream On Plastic Mix)
4. Tuna